# Warashibe Chōja

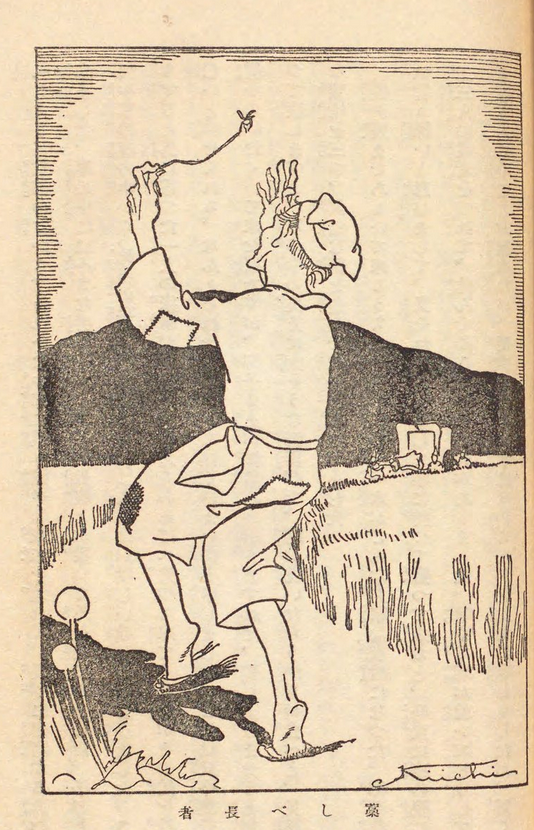
Ilustración de Warashibe Chōja de 1916.

Warashibe Chōja (わらしべ長者, Warashibe Chōja), en español, "el millonario de la brizna de paja", también conocido como "Daietsu" o "Daikokumai", es un cuento budista japonés sobre un hombre pobre que se enriquece a través de una serie de trueques sucesivos, a partir de una sola brizna de paja. La historia fue escrita probablemente durante el período Heian e incluida más tarde en Konjaku Monogatarishū y Uji Shūi Monogatari. Se popularizó durante el periodo Muromachi. Esta leyenda es una anécdota común en la cultura popular japonesa.

## Trama
Daietsu-no-suke es un esforzado pero desafortunado campesino, que le ruega a Kannon, la diosa de piedad, que le ayude a superar la pobreza. Kannon le dice que viaje hacia el oeste, llevando la primera cosa que toque en el suelo. Cuando sale del templo, se tropieza y coge una brizna de paja. Mientras viaja,  atrapa un tábano que lo molestaba y lo amarra a la paja. En la próxima ciudad, el zumbido del tábano calma el llanto de un bebé y la madre, agradecida, se lo intercambia por tres naranjas. Tomando las naranjas,  continúa en su viaje y encuentra una mujer deshidratada. Le da las naranjas y ella le regala, a cambio, una valiosa seda. El campesino sigue su camino y se encuentra con un samurái que tiene un caballo debilitado. El samurái exige la seda a cambio de su caballo. El campesino cuida al animal hasta que recupera la salud y continúa su viaje hacia al oeste. Un millonario se impresiona por su caballo y le invita a su casa. La hija del millonario resulta ser la misma mujer que había salvado con sus naranjas. Interpretándolo como una señal, el millonario insiste que el campesino se case con su hija, haciéndolo rico.
Como es normal en la tradición oral, los detalles de la historia cambian con el tiempo y se generan muchas variantes del cuento. Algunas versiones retratan al campesino como un soldado que cambia el caballo por campos de arroz y convierte en un agricultor exitoso, omitiendo a la hija del millonario.

## En la cultura popular
- One red paperclip, fue un proyecto donde se intercambió un clip hasta llegar a una casa, inspirándose en esta historia.[7][8]
- En muchos juegos de La Leyenda de Zelda, el jugador debe hacer una larga serie de trueques para llegar a un arma u objeto exclusivo. Los desarrolladores citan esta leyenda como inspiración.[9]
- Similarmente, el juego japonés Gloria Union incluye un desafío opcional en que el héroe Ishut intercambia una serie de banderas blasonadas con peces diferentes, hasta obtener una capa de mantarraya. La mantarraya es un animal sagrado, dentro de la cultura del juego, y completando este desafío se desbloquea el mejor final del juego.
- Junji Kinoshita, escritor y dramaturgo japonés, publicó una antología de cuentos populares japoneses bajo el título de El Millonario de Paja.[10]
- En Hyouka, anime y serie de novelas, su protagonista Hōtarō intercambia objetos en su puesto del festival cultural escolar y hace una referencia literal a esta leyenda.
- En Suikoden, para obtener una Star of Destiny llamada Sarah, el héroe debe obtener una barra de jabón y hacer una serie de trueques.
- En el episodio de The Office, Venta de garage, Dwight quiere obtener el objeto más valioso, partiendo de una chincheta. Finalmente intercambia un telescopio de USD150 por un paquete de "legumbres milagrosas".
- En el anime YuruYuri, en la tercera temporada, la presidenta del consejo estudiantil intercambia objetos con sus amigas, de forma similar a esta historia.
- En la segunda temporada de Kiniro Mosaic, Alice luego de leer la historia "Warashibe Chouja" quiere imitar al protagonista para volverse rica. Comienza intercambiando unos muñekos Kokeshi y acaba con un anillo muy valioso por casualidad.